# دهستان رباط (سبزوار)
دهستان رباط نام دهستانی در بخش مرکزی شهرستان سبزوار، استان خراسان رضوی در ایران است. براساس سرشماری مرکز آمار ایران در سال ۱۳۸۵، جمعیت آن ۵۸۷۲ نفر (۱۶۸۴ خانوار) بوده‌است.